# ? (film)
? (anche noto come Tanda Tanya) è un film indonesiano del 2011 diretto da Hanung Bramantyo.

## Trama
Tre famiglie di diversa estrazione religiosa, una buddista, una musulmana e una cattolica, interagiscono tra loro.

## Riconoscimenti
- 2011 - Jogja-NETPAC Asian Film Festival
  - Candidato al Premio Golden Hanoman
- 2011 - Festival Film Indonesia
  - Miglior fotografia (Yadi Sugandi)